# 伞头和他的女人
《伞头和他的女人》（英語：The Lead Singer and Dancer and His Woman）中国大陆爱情喜剧片，导演和编剧是牛建荣，主演褚栓忠、丁柳元、彭婧。

## 演出
- 褚栓忠 出演 聂得人
- 丁柳元 出演 张爱兰
- 彭婧 出演 吕翠花

## 制作
该片拍摄于山西省临县，题材包括文化遗产“伞头秧歌”。

## 奖项
| 年份   | 奖项                           | 是否得奖 | 备注  |
| ------ | ------------------------------ | -------- | ----- |
| 2015年 | 世界民族电影节“最佳音乐影片奖” | 獲獎     | [ 4 ] |